# Neopithecops fedora
Neopithecops fedora är en fjärilsart som beskrevs av Hans Fruhstorfer 1919. Neopithecops fedora ingår i släktet Neopithecops och familjen juvelvingar. Inga underarter finns listade i Catalogue of Life.